# Tommarpsån

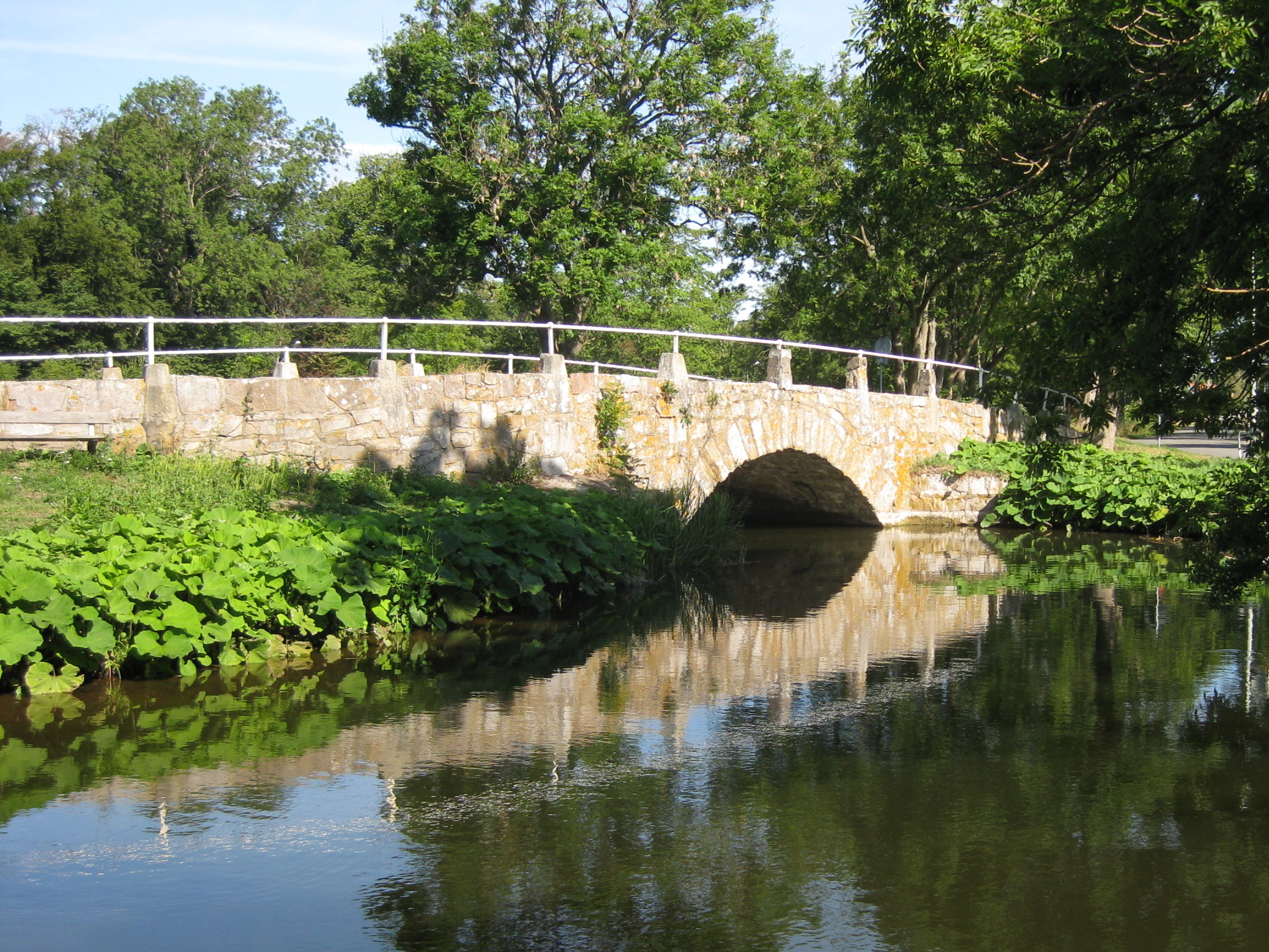
Tommarpsån vid Tobisvik

Tommarpsån är en å i Simrishamns kommun. Den har sin huvudkälla nära Kronovalls slott och ringlar sig därefter förbi Onslunda ner till Smedstorp där den är uppdämd och bildar Smedstorpsdammen (strax norr om Smedstorps kyrka), varefter den stöter på ett biflöde som kommer från Gyllebosjön. Ån flyter vidare söder om Gärsnäs och passerar då alldeles förbi Gärsnäs slott. I Östra Tommarp tillkommer ytterligare ett biflöde norrifrån varefter ån flyter förbi Järrestad och Simris och sedan norrut utanför Simrishamn upp till Tobisviksbadet där den gör en skarp sväng söderut och flyter längs med kusten ner till Simrishamns hamn där den möter Östersjön. Åtminstone fram till sen medeltid var ån farbar upp till dagens Tommarp och var då livsnerv åt staden Thumatorp som låg där.